# (166614) Zsazsa
(166614) Zsazsa es un asteroide perteneciente al cinturón de asteroides, descubierto el 1 de septiembre de 2002 por el equipo del Near Earth Asteroid Tracking desde el Observatorio del Monte Palomar, Estados Unidos.

## Designación y nombre
Designado provisionalmente como 2002 RG250. Fue nombrado Zsazsa en honor a la actriz húngara-estadounidense Zsa Zsa Gabor. Fue nombrada Miss Hungría en el año 1936, y emigró a los Estados Unidos en el año 1941. Además de sus 41 películas y numerosas apariciones en televisión, es famosa por sus nueve matrimonios.

## Características orbitales
Zsazsa está situado a una distancia media del Sol de 2,636 ua, pudiendo alejarse hasta 2,666 ua y acercarse hasta 2,605 ua. Su excentricidad es 0,011 y la inclinación orbital 0,860 grados. Emplea 1563,29 días en completar una órbita alrededor del Sol.

## Características físicas
La magnitud absoluta de Zsazsa es 16,3.